# Chris Carter (płotkarz)
Chris Carter (ur. 10 kwietnia 1987) – amerykański lekkoatleta specjalizujący się w długich biegach płotkarskich, dwukrotny mistrz świata juniorów z Pekinu (2006), w biegu na biegu na 400 m przez płotki oraz w sztafecie 4 x 400 metrów.

## Sukcesy sportowe
- mistrz Stanów Zjednoczonych juniorów w biegu na 400 m ppł – 2006
- brązowy medalista mistrzostw NCAA Division I w biegu na 400 m ppł – 2006[1]

| Rok  | Miasto | Zawody                      | Konkurencja        | Wynik       |
| ---- | ------ | --------------------------- | ------------------ | ----------- |
| 2006 | Pekin  | mistrzostwa świata juniorów | bieg na 400 m ppł  | złoty medal |
| 2006 | Pekin  | mistrzostwa świata juniorów | sztafeta 4 x 400 m | złoty medal |

## Rekordy życiowe
- bieg na 400 m ppł – 49,19 – Sacramento 10/06/2006